# Поверхове обвалення
Поверхове обвалення (рос. этажное обрушение, англ. block caving, нім. Sohlenbruchbau m) — у гірництві — система підземної розробки рудних родовищ, при якій виїмка здійснюється на висоту поверху шляхом примусового обвалення (система розробки з поверховим примусовим обваленням) або самообвалення руди, а випуск її проводиться самопливом або за допомогою спеціальних пристроїв під обваленими породами, що заповнюють вироблений простір.
Поверхове обвалення застосовується при розробці середньої потужності і потужних крутоспадних родовищ руд різної міцності і стійкості, які не злежуються і не схильні до окиснення і самозаймання. Висота поверху при поверхневому обваленні від 50-60 до 100—150 м. Поверхове обвалення застосовується на шахтах України, РФ, Казахстану, Австралії, Канади, США, Чилі.